# Bruyères-et-Montbérault
Bruyères-et-Montbérault é uma comuna francesa na região administrativa de Altos da França, no departamento de Aisne. Estende-se por uma área de 11,61 km². Em 2010 a comuna tinha 1 552 habitantes (densidade: 133,7 hab./km²).